# Zbyněk Petráček
Zbyněk Petráček (1959) è un giornalista cecoslovacco naturalizzato ceco.
È stato uno dei fondatori del periodico Respekt. Attualmente scrive per il quotidiano Lidové Noviny.

## Biografia
Negli anni 1978-1983 ha studiato geografia alla Přírodovědecká fakulta Univerzity Karlovy di Praga. Prima del novembre 1989 è stato uno dei firmatari del Movimento per le libertà civili (Hnutí za občanskou svobodu, HOS) e della Charta 77 (Prohlášení Charty 77), la più importante iniziativa del dissenso in Cecoslovacchia, redatta da Václav Havel, Jan Patočka, Zdeněk Mlynář, Jiří Hájek e Pavel Kohout.
Ha pubblicato per la rivista trimestrale Revolver Revue di cui è stato anche redattore. Dal 1990 al 2007 ha lavorato per il settimanale Respekt come commentatore e corrispondente dall'estero e dal 1990 al 2001 ne è stato vicedirettore.
Dal 2007 scrive per il quotidiano Lidové Noviny.

## Riconoscimenti
Insieme a Jaroslavem Jírů e Janem Jůnem ha vinto il Premio di Ferdinanda Peroutky del 1999.